# Josef Antonín Sehling
Josef Antonín Sehling, též Seling, Seeling, Sölling (7. ledna 1710, Toužim – 17. září 1756, Praha) byl český barokní hudební skladatel.

## Život

### Toužim
Josef Antonín Sehling se narodil 7. ledna 1710 Johannu Adamovi a Marii Magdaleně Sehlingovým, příslušníkům významné toužimské měšťanské rodiny, která se v Toužimi usadila patrně někdy v 16. století. Její příslušníci pravidelně zastávali místa v městské samosprávě a v Toužimi žili až do odsunu německých obyvatel po roce 1945. Základní hudební vzdělání Sehling získal společně se svým bratrem Františkem v toužimské škole, kde se díky vlivu toužimské vrchnosti, markrabatům bádenským, věnovala pozornost hudební kultuře.

### Praha

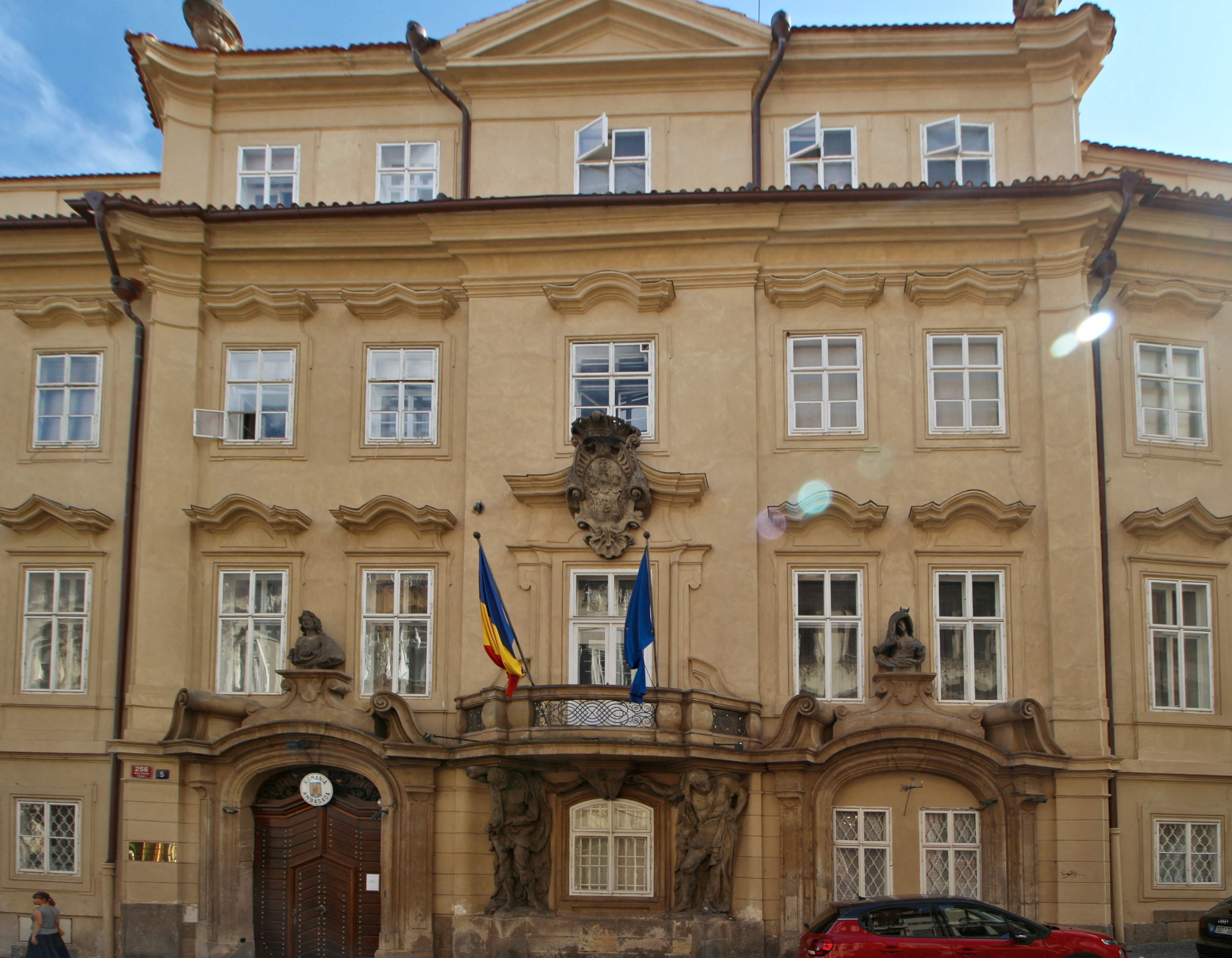
Morzinský palác na Malé Straně v Praze, místo působení kapely hraběte Václava z Morzinu.

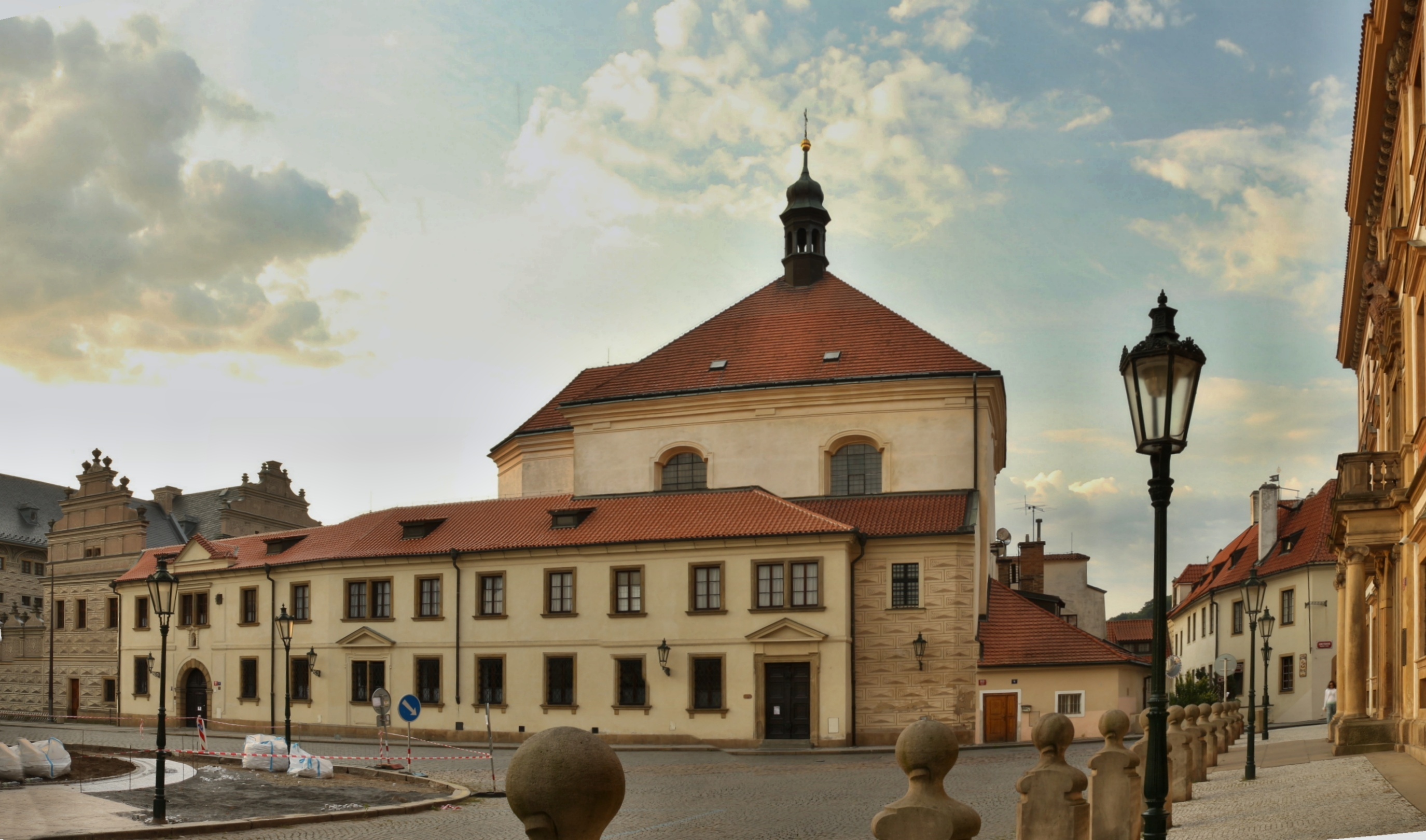
Hradčanský kostel sv. Benedikta při klášteře bosých karmelitánek

Záhy odešel zřejmě do Prahy a poté do Vídně, kde pokračoval ve studiu kompozice. Po návratu do Prahy působil v malostranské dvorní kapele hraběte Václava Morzina, jako skladatel a druhý houslista. Od roku 1737 usiloval o prestižní místo kapelníka v metropolitním katedrále sv. Víta v Praze, kde však získal jen místo druhého houslisty a od roku 1739 dlouhodobě zastupoval nemocného kapelníka J. F. Nováka. Dále současně působil jako kapelník na kůrech pražských kostelů (hradčanský barnabitský kostel sv. Benedikta (1739), kostel maltézských rytířů Panny Marie pod řetězem (1740 a 1746), kostel svatého Šimona a Judy (1744).
Působil rovněž pedagogicky, vyučoval kompozici např. Jana Lohelia Oehlschlägela nebo J. Preislera. 15. února 1746 se v malostranském kostele sv. Mikuláše oženil s Josefou Forstovou.
Zemřel 17. září 1756 v Praze.

## Dílo
Těžiště Sehlingovy skladatelské tvorby spočívalo v chrámové hudbě, kde byl zejména v melodice ovlivněn vídeňskou (zvl. Antonia Caldara) a neapolskou školou. Sehling se však věnoval i hudebnědramatickým druhům. Například roku 1739 zkomponoval pro kostel sv. Benedikta na Hradčanech velikonoční oratorium Filius prodigus. Skládal však i hudbu pro divadelní produkce náboženských řádů, a to jak pro školské hry, tak i hudbu pro význačnější události a holdy.
Sehling však nebyl jen hudebním skladatelem a pedagogem, ale také vynikajícím hudebním interpretem - houslistou.
Sehlingova éra - v duchovní hudbě byl Sehling významný především svým přínosem k pronikání soudobé italské operní tvorby do české duchovní hudby, prostřednictvím takzvaných kontrafakt, přetextovaných operních árií. Toto období dějin české barokní hudby 1737–1757 je též nazýváno Sehlingovou érou. Ve sbírce hudebnin svatovítské katedrály v Praze je shromážděno 591 jeho hudebnin, z toho 80 kontrafakt árií z 33 italských oper 10 skladatelů, a také 35 unikátních soudobých divadelních plakátů - cedulí.
Sehlingova duchovní hudba zahrnuje tyto druhy skladeb:
- Mše
- Části mešního ordinaria
- Requiem
- Sekvence
- Moteta
  - Vánoční moteta
  - Pohřební moteta
  - Různá
- Offertoria
  - Vánoční offeroria
  - Pohřební offertoria
  - Různá (např. 1739 velikonoční oratorium Filius prodigus pro kostel sv. Benedikta na Hradčanech)
- Árie
- Pastorely
- Duetta
- Mariánské antifony
- Roráty
- Litanie
- Nešpory
- Laudate Dominum

Světská hudba zahrnuje tyto druhy skladeb:
- Opery (1754 Judita - korunovační opera pro M. Terezii, 1754 pantomima Kolombína - její třetí árie s českým textem)
- Školní hry (zejména pro jezuity)

Sehlingova osobnost a jeho dílo upadly v moderní době vlivem nepříznivých okolností v Čechách téměř v zapomnění. Nicméně v poslední době mu moderní česká muzikologie věnuje značnou pozornost a jeho dílo znovu ožívá jak na kůru jeho svatovítského působiště, tak i jinde díky zájmu četných souborů barokní duchovní hudby. V roce 2010 bylo v rodné Toužimi připomenuto 300. výročí jeho narození. Hledá se rodný dům a připravuje se zde osazení pamětní desky. V nedávné době byly některé Sehlingovy skladby nahrány a vydány, např. na desce Staropražské Vánoce (Supraphon, 1969), CD Aj, radost velikou zvěstuji vám - České a moravské pastorely (Indies MG, 2004) nebo CD Sehling: Vánoce v pražské katedrále. Hudba Prahy 18. století (Supraphon a. s., 2014). Sehlingovy skladby mají v repertoáru např. soubory Pražský katedrální sbor, Musica per tibia nebo Collegium Marianum.